# Amaranthus urceolatus
Amaranthus urceolatus är en amarantväxtart som beskrevs av George Bentham. Amaranthus urceolatus ingår i släktet amaranter, och familjen amarantväxter. Inga underarter finns listade i Catalogue of Life.